# Lignyostola
Lignyostola là một chi bướm ngày thuộc họ Bướm nâu.